# Burg Marbach
Die Burg Marbach ist eine ehemalige Stadtburg am Burgplatz südlich der Marktstraße beim Oberen Tor in Marbach am Neckar im Landkreis Ludwigsburg in Baden-Württemberg.
Die Burg wurde im 12. Jahrhundert errichtet. Um 1250 wird die damalige Holzanlage durch eine aus Bruchsteinmauerwerk ersetzt und um 1300 ist hin zur Stadt ein Graben und die äußere Ringmauer entstanden; die Burg war in der 10 m hohen Stadtmauer eingebunden und flankierte sichernd den oberen Torturm (Stadttor). 1302 wird die Stadt von den Herzögen von Teck an den Grafen Eberhard von Württemberg verkauft. Um 1400 wurde die Burg aufgegeben und große Teile der Burganlage werden abgetragen um ein Schloss zu errichten das 1693 von den Franzosen im Pfälzischen Erbfolgekrieg abgebrannt wurde. Das Schloss wurde nicht wieder aufgebaut und abgetragen. 1978 bis 1982 wurden Reste ausgegraben und konserviert.
An der Stelle der Kernburg ist heute ein leerer Platz vorzufinden, der einst mehrere Gebäude beherbergte. Neben den Grundmauern des Bergfrieds existieren die Fundamente des Palas, von dem noch der Schlosskeller erhalten geblieben ist, der besichtigt werden kann.